# Scotopteryx filigrammaria
Scotopteryx filigrammaria là một loài bướm đêm trong họ Geometridae.